# Zkrocení zlé ženy (film, 1967)
Zkrocení zlé ženy je americko-italská filmová komedie z roku 1967, kterou režíroval Franco Zeffirelli. Hudbu k snímku složil Nino Rota.
Jde o filmovou podobu stejnojmenné divadelní hry Williama Shakespeara.
Hlavní úlohy ztvárnili Elizabeth Taylorová a Richard Burton.

## Obsazení
| Elizabeth Taylorová | Kateřina        |
| Richard Burton      | Petruccio       |
| Natasha Pyne        | Blanka          |
| Michael York        | Lucentio        |
| Alan Webb           | Gremio          |
| Michael Horden      | Baptista Minola |

## Ocenění
Film získal dvě nominace na Oscary, za kostýmy a výpravu (Lorenzo Mongiardino, John DeCuir, Elven Webb, Giuseppe Mariani, Dario Simoni, Luigi Gervasi) a na Zlaté Glóby, za nejlepší film v kategorii muzikál nebo komedie a nejlepšího herce (Richard Burton) ve stejné kategorii.